# World Athletics Continental Tour 2020
Il World Athletics Continental Tour 2020 è stata l'edizione inaugurale del World Athletics Continental Tour, serie di meeting internazionali di atletica leggera organizzata annualmente dalla World Athletics.
Il tour era stato inizialmente annunciato come formato da dieci meeting di livello Gold, ma a causa della pandemia di COVID-19 ne furono disputati solo sette.

## I meeting

### Gold
| Nº | Meeting                                                 | Stadio                        | Sede           | Data              |
| -- | ------------------------------------------------------- | ----------------------------- | -------------- | ----------------- |
| 1  | Paavo Nurmi Games                                       | Paavo Nurmi Stadium           | Turku          | 11 agosto         |
| 2  | Gyulai István Memorial - Hungarian Athletics Grand Prix | Bregyó Athletic Center        | Székesfehérvár | 19 agosto         |
| 3  | Seiko Golden Grand Prix 2020 Tokyo                      | Stadio nazionale del Giappone | Tokyo          | 23 agosto         |
| 4  | Kamila Skolimowska Memorial                             | Stadio della Slesia           | Chorzów        | 6 settembre       |
| 5  | 59th Ostrava Golden Spike                               | Mestský Stadion               | Ostrava        | 8 settembre       |
| 6  | 70th Hanžeković Memorial                                | Sports Park Mladost           | Zagabria       | 14 - 15 settembre |
| 7  | Kip Keino Classic                                       | Nyayo National Stadium        | Nairobi        | 3 ottobre         |

### Silver
| Nº | Meeting                                 | Stadio              | Sede      | Data         |
| -- | --------------------------------------- | ------------------- | --------- | ------------ |
| 1  | Janusz Kusociński Memorial              | Stadio della Slesia | Chorzów   | 25 agosto    |
| 2  | 56th Palio Città della Quercia          | Stadio Quercia      | Rovereto  | 8 settembre  |
| 3  | P-T-S Meeting                           | x-bionic sphere     | Šamorín   | 11 settembre |
| 4  | ISTAF Berlin                            | Olympiastadion      | Berlino   | 13 settembre |
| 5  | Grande Prêmio Brasil Caixa de Atletismo | COTP Stadium        | San Paolo | 6 dicembre   |

### Bronze
| Nº | Meeting                             | Stadio                         | Sede           | Data         |
| -- | ----------------------------------- | ------------------------------ | -------------- | ------------ |
| 1  | Sydney Track Classic                | SOPAC                          | Sydney         | 22 febbraio  |
| 2  | Sir Graeme Douglas International    | Douglas Track & Field          | Auckland       | 23 febbraio  |
| 3  | Memorial Josefa Odlozila            | Stadion Juliska                | Praga          | 8 giugno     |
| 4  | Karlstad GP                         | Tingvalla IP                   | Karlstad       | 8 luglio     |
| 5  | Kuortane Games                      | Kuortaneen keskusurheilukenttä | Kuortane       | 1º agosto    |
| 6  | Sollentuna GP                       | Sollentunavallen               | Sollentuna     | 10 agosto    |
| 7  | Irena Szewińska Memorial            | Stadio Zdzisław Krzyszkowiak   | Bydgoszcz      | 19 agosto    |
| 8  | Drake Blue Oval Showcase            | Drake Stadium                  | Des Moines     | 29 agosto    |
| 9  | Göteborg Friidrott GP               | Slottsskogsvallen              | Göteborg       | 29 agosto    |
| 10 | Meeting Pro Athlé Tour de Marseille | Stade Delort                   | Marsiglia      | 3 settembre  |
| 11 | KBC Nacht van de Atletiek           | Stadion De Veen                | Heusden-Zolder | 6 settembre  |
| 12 | Anhalt 2020                         | Paul-Greifzu-Stadion           | Dessau-Roßlau  | 8 settembre  |
| 13 | Galà dei Castelli                   | Stadio Comunale                | Bellinzona     | 15 settembre |
| 14 | Kladno Hází A Kladenské Memoriály   | Mestský Stadion Sletište       | Kladno         | 16 settembre |
| 15 | 7th Michitaka Kinami Memorial Meet  | Stadio Nagai                   | Osaka          | 24 ottobre   |
| 16 | Denka Athletics Challenge Cup 2020  | Stadio Niigata                 | Niigata        | 3 novembre   |